# Tutta Rosenberg
Tutta Rosenberg f. Gjertrud Dyrdal (født 12. september 1912 i Bergen, Norge, død 31. maj 1986) var en norskfødt dansk societykvinde, oprindelig uddannet frisør. Tutta Rosenberg var en kendis i 1960'erne og 1970'erne som var kendt for sine selskaber i de finere kredse, sin excentriske adfærd og store forbrug af makeup. Hun var ofte i ugebladene som ivrig premieregæst osv.
Hun var gift med Se & Hørs daværende redaktør Thomas Rosenberg og boede i en 450 kvm stor lejlighed i Stavangergade på Indre Østerbro i København. Manden måtte fratræde sin stilling som redaktør, efter at Poul Martinsens tv-portrætprogram Vist er vi ej snobbede blev udsendt på DR lørdag den 14. februar 1970. Han fratrådte efter en læserstorm fra Se & Hørs læsere og faldende oplag for bladet på grund af Tuttas optræden i programmet, hvor hun blandt andet viste sine overfyldte klædeskabe og pelse frem og belærte om, hvorledes man agerede i de højere kredse.
Tutta Rosenberg fremtrådte med en iøjnefaldende fremhævelse af læberne. Nogle kilder påstår at der var tale om en makeup-tatovering, mens andre hævder at hun blot brugte læbestift som gik ca. en centimeter uden for læberne.
Uden forhåndsviden blev TV udsendelsen "Vist er vi ej snobbede" opfattet som en parodi udført af Dirch Passer. Det var imidlertid den skinbarlige virkelighed.
Kim Larsen lavede i 1979 en sang om hende med titlen "Tutta".